# 陈家洱
陈家洱（1942年—），男，汉族，广东阳江人，中华人民共和国政治人物，曾任抚顺市人民政府市长，中共抚顺市委书记，第八届全国人大代表。